# Optima
Az Optima betűtípust Hermann Zapf alkotta meg 1952 és 1955 között.
Első látásra hagyományos sans-serif betűképnek látszik. Azonban az Optima a humanista vonásokat követi, ez látható a finom kivitelezésén is. Akárcsak a Palatino (egy másik Zapf-termék), az Optima is sokak által csodált betűkép.
A Bitstream cég betűtípus-választékában Zapf Humanist a neve.

## Kapcsolódó szócikk
- Betűképek listája